# Магаза
Магаза (итал. Magasa) је насеље у Италији у округу Бреша, региону Ломбардија.
Према процени из 2011. у насељу је живело 176 становника. Насеље се налази на надморској висини од 1006 м.

## Становништво
Према резултатима пописа становништва 2011. у општини је живело 145 становника.
| 1951. | 1961. | 1971. | 1981. | 1991. | 2001. | 2011. |
| ----- | ----- | ----- | ----- | ----- | ----- | ----- |
| 488   | 464   | 408   | 344   | 238   | 189   | 145   |